# Coriaria myrtifolia
Coriaria myrtifolia är en tvåhjärtbladig växtart som beskrevs av Carl von Linné. Coriaria myrtifolia ingår i släktet Coriaria, och familjen Coriariaceae. Inga underarter finns listade i Catalogue of Life.

## Bildgalleri

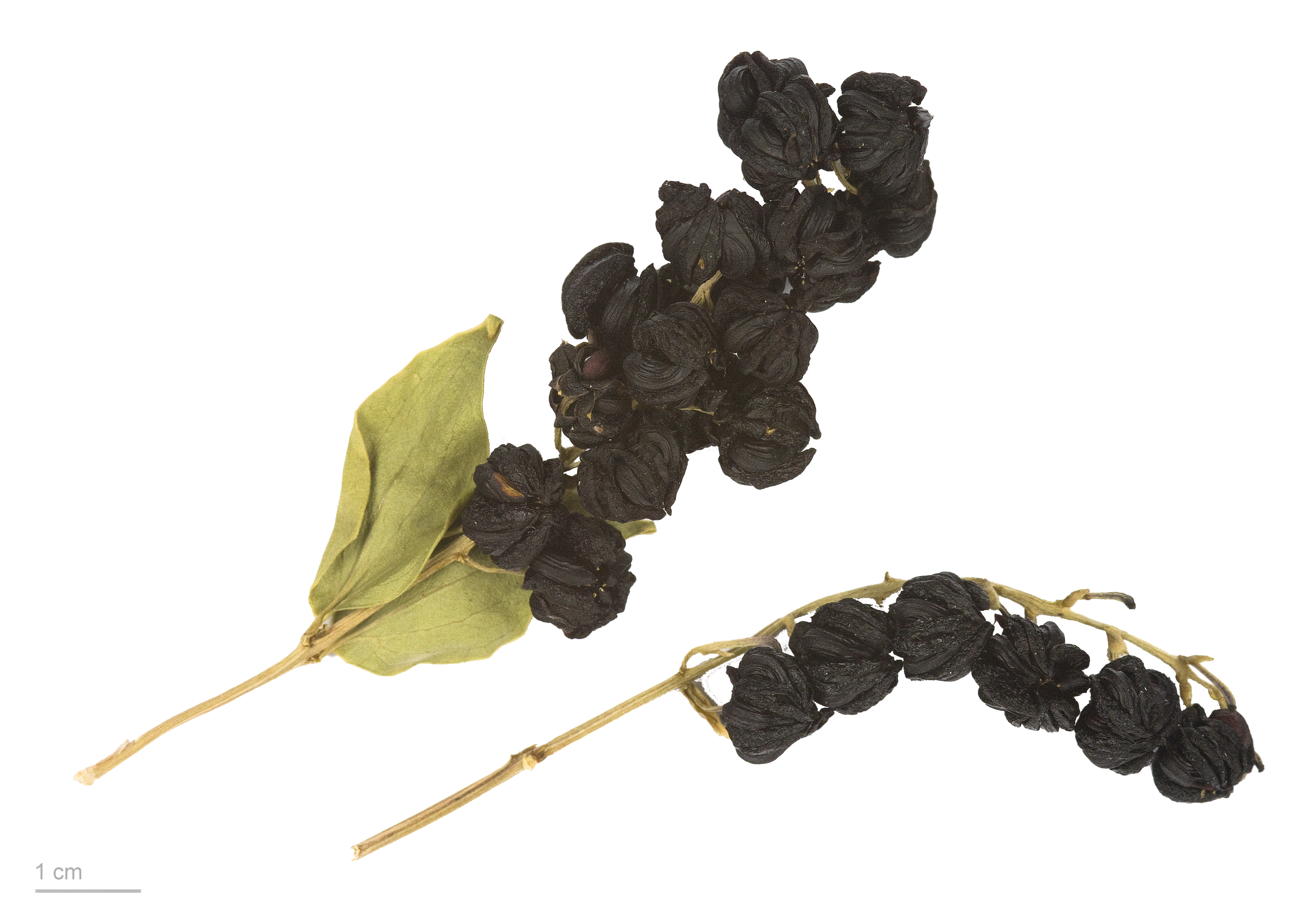
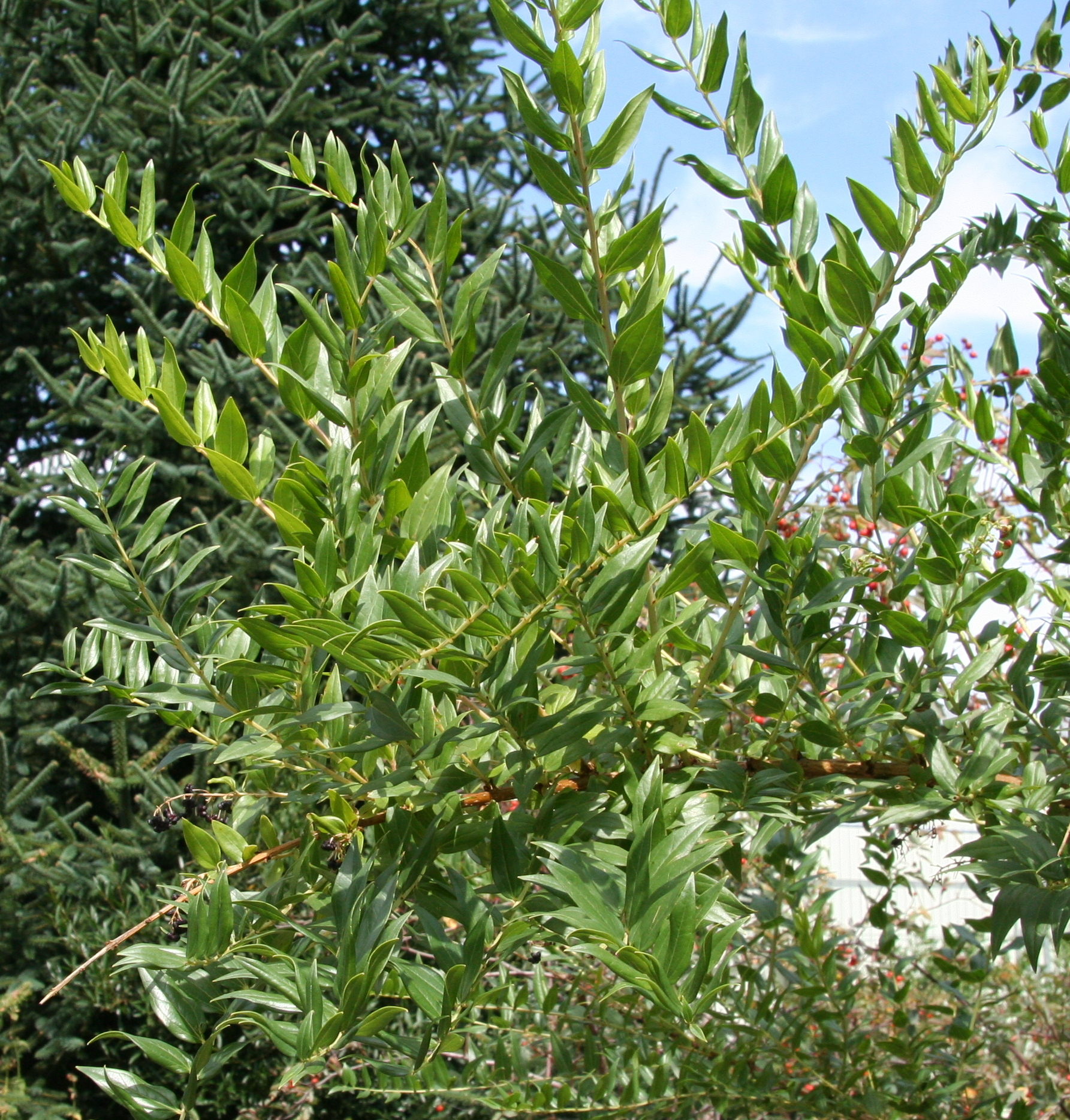
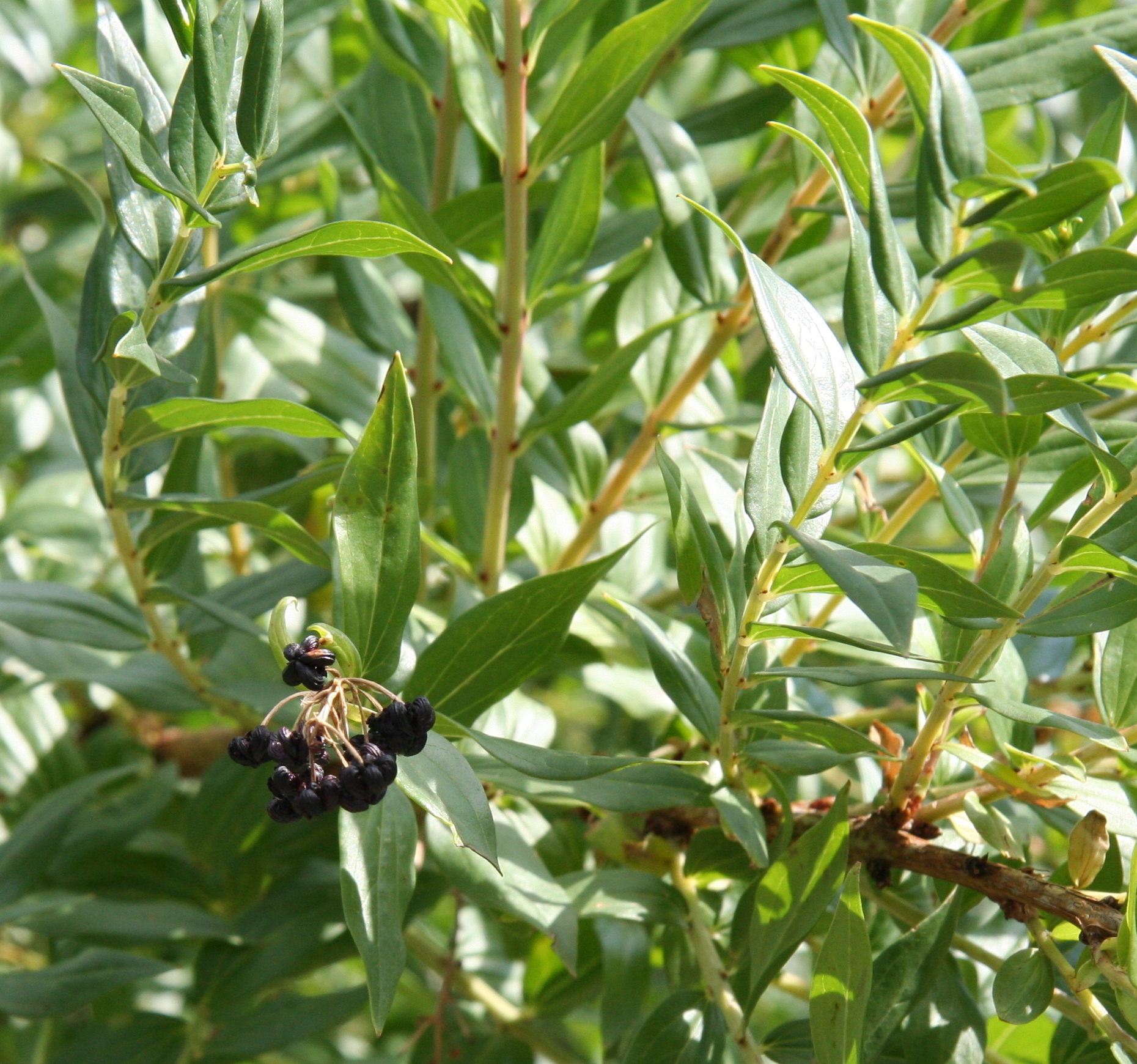
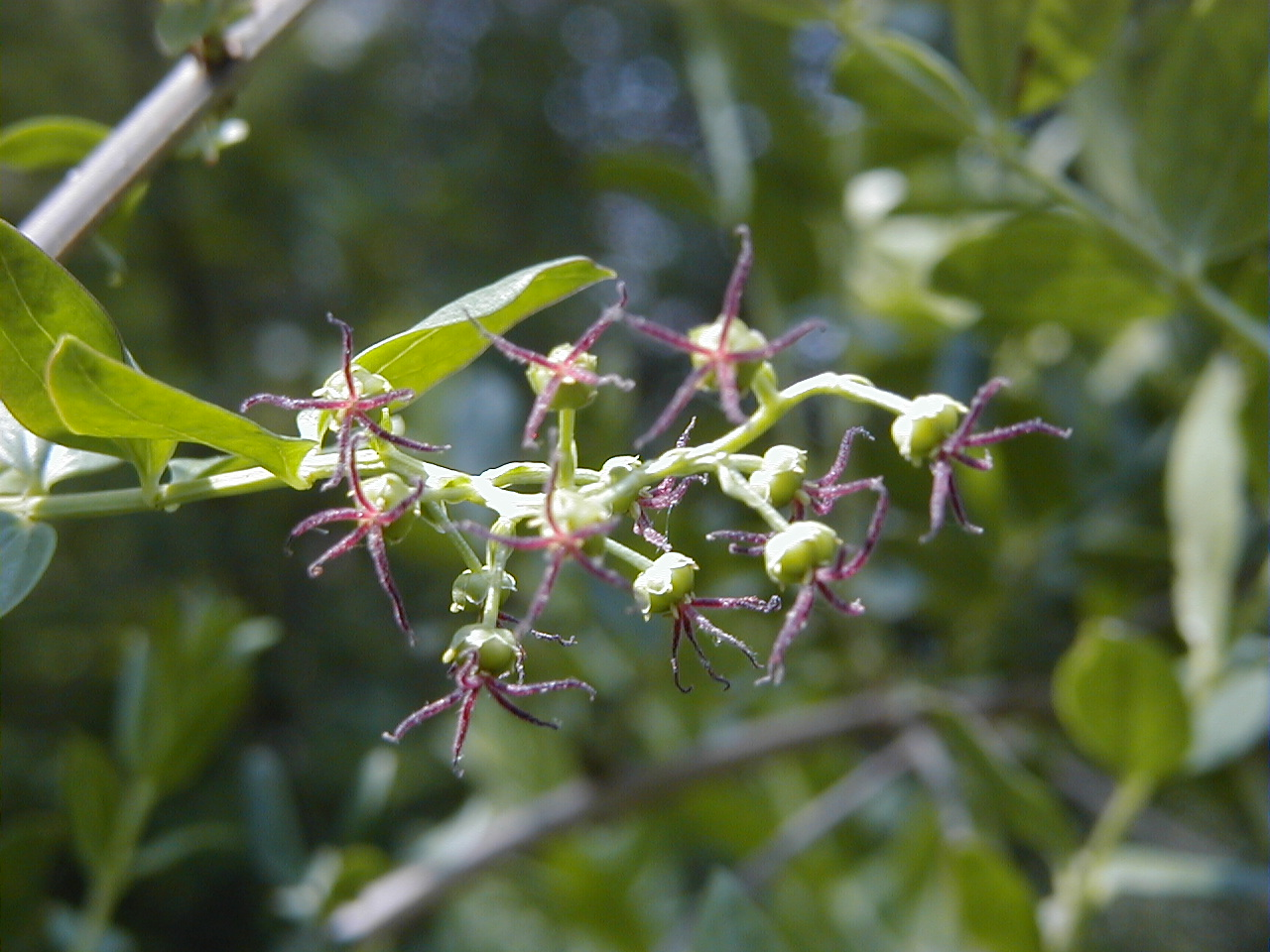
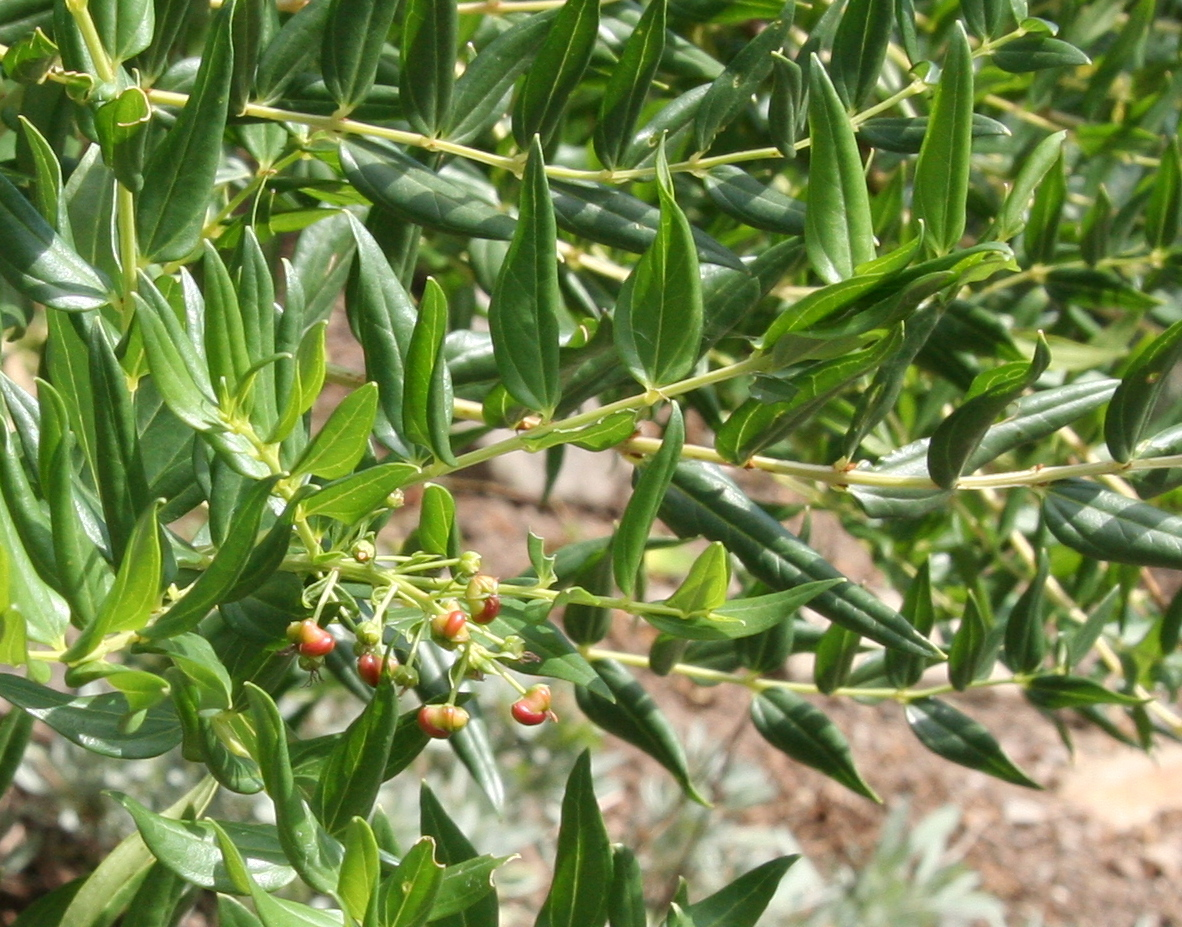